# جیم پارسونز
جیمز جوزف «جیم» پارسونز (به انگلیسی: James Joseph "Jim" Parsons) متولد ۲۴ مارس ۱۹۷۳ یک بازیگر سینما و تلویزیون آمریکایی است که بیشتر به خاطر ایفای نقش شلدون کوپر در سریال کمدی موقعیت شبکه سی‌بی‌اس، تئوری بیگ بنگ مشهور است. بازی او به عنوان یکی از مهم‌ترین عوامل موفقیت این سریال عنوان شده‌است. وی تاکنون موفق به دریافت چندین جایزه شده‌است از جمله چهار جایزه امی برای بهترین بازیگر نقش اول مرد در یک سریال کمدی و یک جایزه گلدن گلوب برای بهترین بازیگر مرد در یک سریال کمدی وسث موزیکال. پارسونز در سال ۲۰۱۱ با بازی در نقش تامی بوت رایت در نمایشنامهٔ قلب طبیعی وارد تئاتر برادوی شد که برایش نامزدی در «جایزهٔ دراما دسک» را به ارمغان آورد. او در فیلم برگرفته شده از این نمایش‌نامه نیز به ایفای همین نقش پرداخت که منجر به دریافت هفتمین نامزدی جایزه امی این بار در قسمت بهترین بازیگر مکمل مرد در یک سریال کوتاه یا فیلم برای وی شد.

## زندگی هنری
در سپتامبر ۲۰۱۳ جیم پارسونز و دو بازیگر اصلی دیگر سریال تئوری بیگ بنگ (The Big Bang Theory) قراردادی را امضا کردند که طی آن به ازای هر قسمت از این سریال ۱۰۰۰۰۰ دلار دستمزد دریافت می‌کنند. وی در چند فیلم ساخت هالیوودی مانند ارتفاعات، سال بزرگ و قلب طبیعی به عنوان بازیگر حضور داشته‌است.

## زندگی شخصی

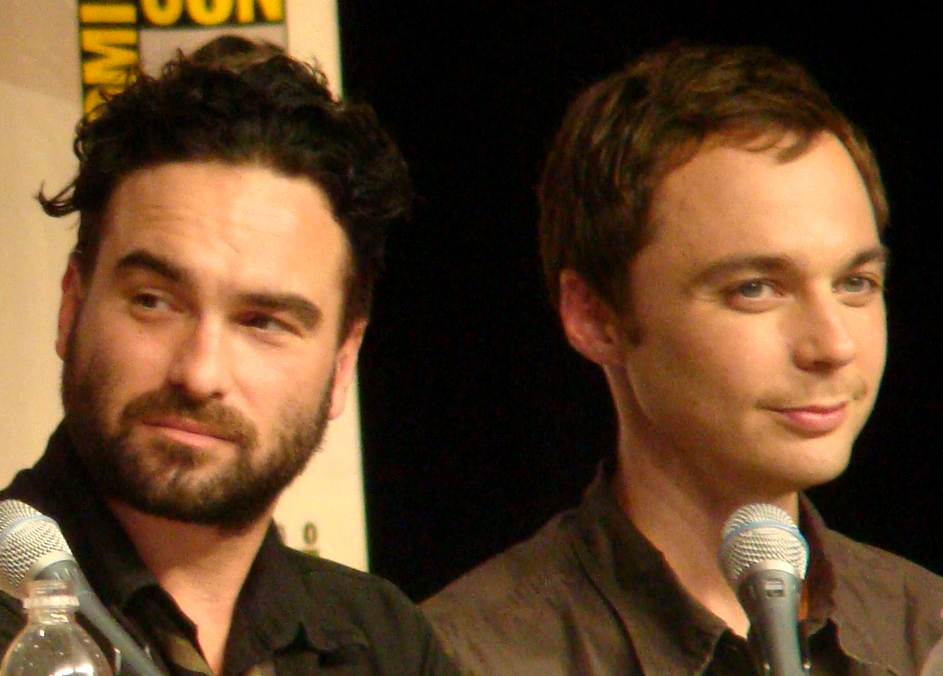
مرتبط

او در حال حاضر در لس آنجلس زندگی می‌کند.
پدرش در یک تصادف رانندگی در ۲۹ آوریل ۲۰۰۱ کشته شد.
نیویورک تایمز در ماه می ۲۰۱۲ در یک مقاله اشاره کرد که وی همجنس‌گرا است و از سال ۲۰۰۲ تاکنون در رابطه با تاد اسپیواک بوده‌است. وی در ۱۶ می ۲۰۱۷ با انتشار تصاویری در صفحه اینستاگرامش (therealjimparsons) ازدواجش را با تاد اسپیواک رسماً اعلام و علنی کرد.
او همچنین با هنرپیشه‌های سریال تئوری بیگ بنگ، سایمون هلبرگ و کیلی کواکو دوستی نزدیک دارد.
چاک لورِه که ممکن نیست طرفداران سیت‌کام و سریال‌های کمدی او را نشناسند، جیم پارسنز را نابغه کمدی خطاب کرده و گفته یکی از بزرگ‌ترین شانس‌های حرفه‌ایش کار کردن با پارسنز بوده است.
اِیمی فِرا فاولر همبازی پارسنز در سریال بیگ بنگ تئوری او را فوق‌العاده، حرفه‌ای و دقیق توصیف کرده و اضافه کرده هر ثانیه کار با پارسن لذت‌بخش بوده است. ریان مورفیِ کارگردان هم در گفت‌وگویی با وِرایِتی درباره تجربه همکاری با جیم پارسنز در فیلم The Normal Heart می‌گوید:"او دقیقا آن‌چیزی است که انتظارش را دارید، دقیقا همان چیزی که دوست دارید باشد. او یک جنتلمنِ تمام عیار است و خلاقیتی تمام نشدنی دارد. جیم چه به عنوان یک انسان چه به عنوان بازیگر و هنرمند خلوص و سادگی خاصی در وجودش دارد که هر انسانی را جذب می‌کند."

## گزیده فیلم‌شناسی
فهرست برخی از فیلم‌هایی که جیمز پارسونز در آن‌ها به ایفای نقش پرداخته‌است:
- ارتفاعات
- ۱۰ مورد یا کمتر
- باغبان عدن
- سال بزرگ
- ماپت‌ها
- خانه (صداپیشه)
- قلب طبیعی
- تئوری بیگ بنگ (مجموعه تلویزیونی)
- فوق‌العاده شرور به طرز شوکه کننده ای شیطانی و پست
- کاش من اینجا بودم
- the boys in the band
- عالی جدید و شگفت‌انگیز